# Lista de favelas da cidade de São Paulo
Esta é uma lista de comunidades da cidade de São Paulo.

## Região Norte (Nordeste)

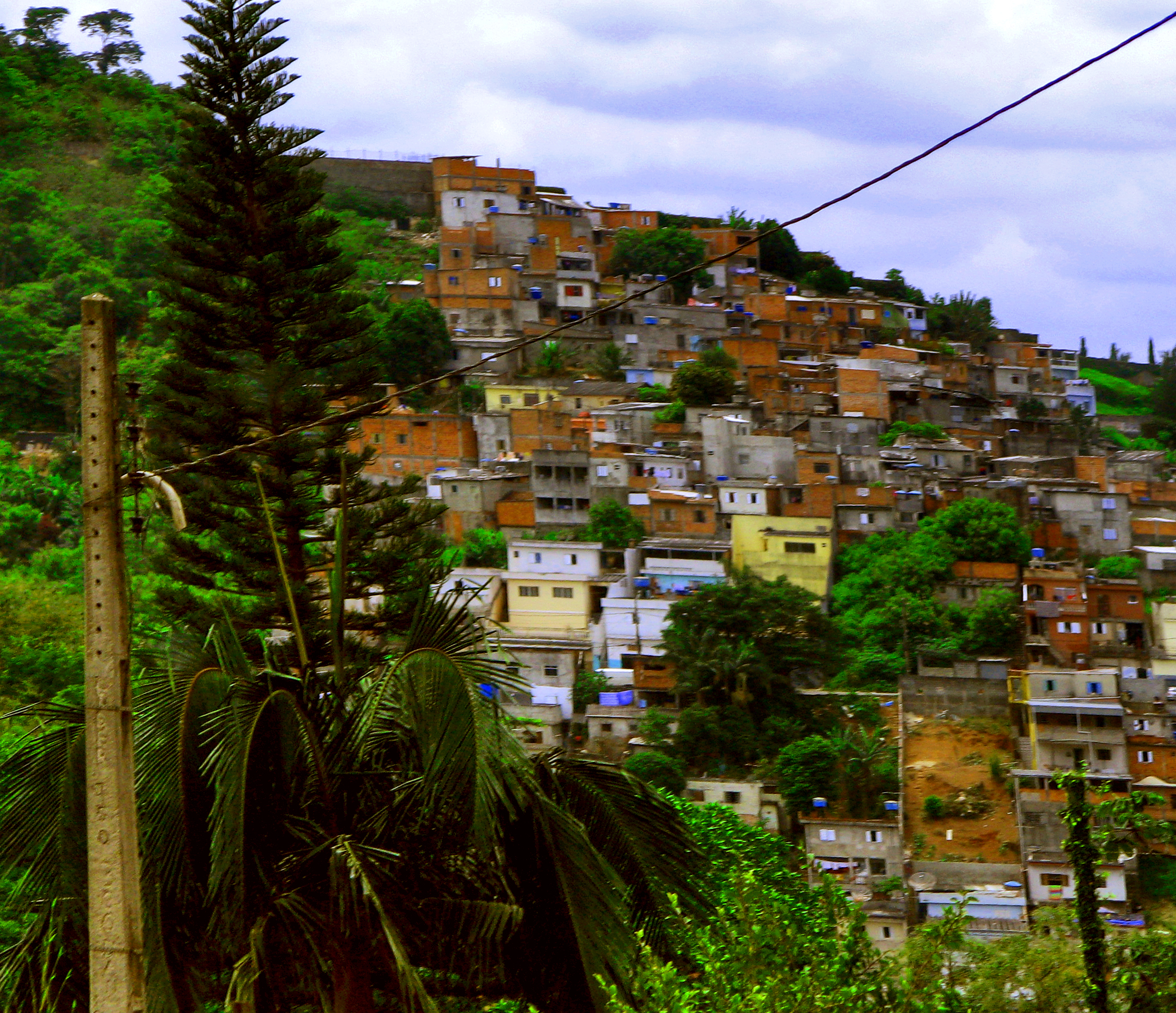
Ocupação periférica irregular próxima à Serra da Cantareira.

### Santana e Tucuruvi
- Favela Zaki Narchi[1][2]
- Favelinha da Rua Mateus Leme[3]

### Vila Mariana
- Favela Mario Cardim [4] [5]
- Favela Souza Ramos [6] [7]

## Ver Também
- Favelas na cidade de São Paulo

- Favelas no Brasil